# Harald Astrup Arnesen
Harald Astrup Arnesen (* 24. April 1995) ist ein norwegischer Skilangläufer.

## Werdegang
Arnesen, der für den IL Heming startet, nahm bis 2016 an Juniorenrennen teil. Seine ersten Rennen im Scandinavian-Cup lief er im Januar 2016 in Östersund, die er auf dem 131. Platz über 15 km Freistil, auf den 129. Rang im 15-km-Massenstartrennen und auf dem 44. Platz im Sprint beendete. Anfang Januar 2020 erreichte er im Nes Skianlegg mit dem dritten Platz im Sprint seine erste Podestplatzierung im Scandinavian-Cup. Acht Tage später debütierte er in Dresden im Weltcup und holte mit dem achten Platz im Sprint seine ersten Weltcuppunkte.
Auch bei seinem zweiten Weltcupeinsatz im März 2020 in Drammen kam er mit dem elften Platz im Sprint in die Punkteränge. Im April 2022 wurde er zusammen mit Kasper Stadaas norwegischer Meister im Teamsprint.